# Eudicrana silvaandina
Eudicrana silvaandina is een muggensoort uit de familie van de paddenstoelmuggen (Mycetophilidae). De wetenschappelijke naam van de soort werd voor het eerst geldig gepubliceerd in 2020 door Henao-Sepulveda, Wolff en Amorim.